# Maximilian Karl Friedrich Wilhelm Grävell

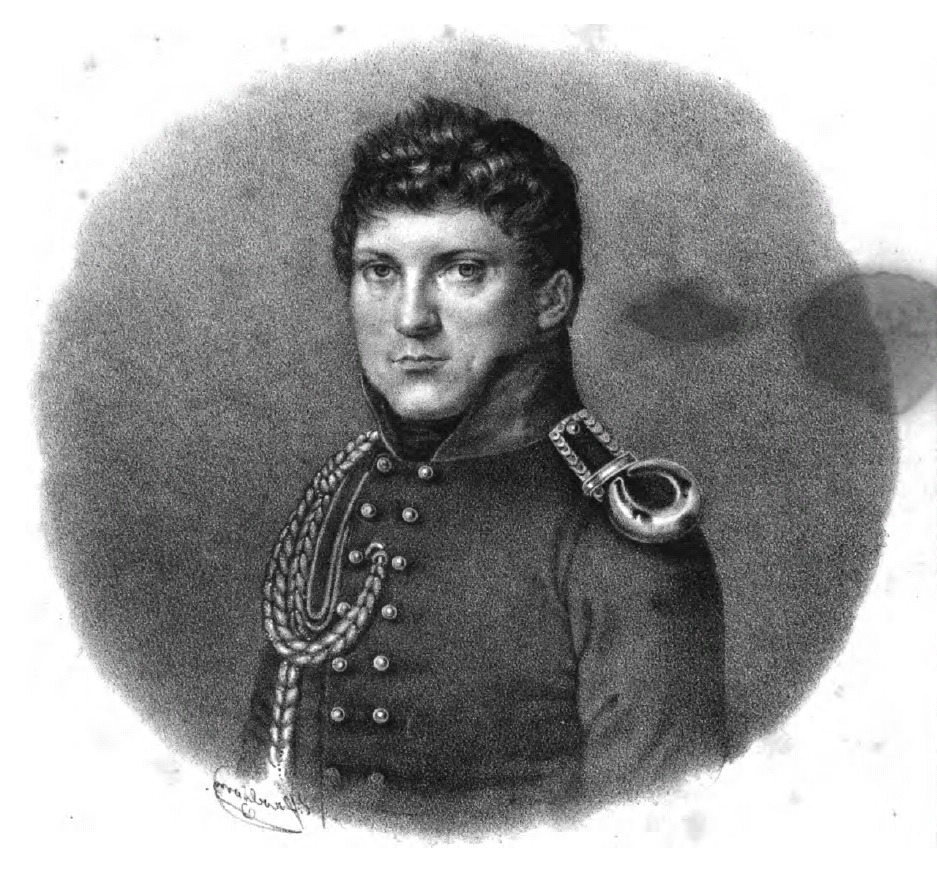
Maximilian Karl Friedrich Wilhelm Grävell

Maximilian Karl Friedrich Wilhelm Grävell (auch Carl; * 28. August 1781 in Belgard; † 29. September 1860 in Dresden) war Jurist und Mitglied der Frankfurter Nationalversammlung. Er war 1849 in den Wirren der Reichsverfassungskampagne kurzzeitig Ministerpräsident und Reichsminister des Innern im Kabinett Grävell. 

## Leben
Grävell wurde als Sohn eines evangelischen Feldpredigers geboren. 1799 begann er sein Jurastudium in Halle (Saale), welches er 1801 mit einem Doktortitel abschloss. Im selben Jahr begann er als Auskultator am Stadtgericht Berlin und ein Jahr darauf heiratete Grävell. 1803 wurde er Regimentsquartiermeister und Auditor beim Füsilierbataillon von Sobbe in Essen und 1804 Kammergerichtsassessor in Berlin. Im selben Jahr wurde er zum Regierungsassessor in Płock ernannt und erwarb im selben Jahr das Gut Starckow bei Stolp. 1806 beendete er seine Tätigkeit in Płock und widmete sich ausschließlich seinem Gut. Aber bereits ein Jahr darauf ging er als Advokat nach Cottbus und blieb dort zwei Jahre. Anschließend ging er als Justizbeamter nach Dresden. Dort wurde er 1810 Mitglied der Freimaurer. 1811 wurde er Oberlandesgerichtsassessor in Soldin. In dieser Position blieb er nur ein Jahr und war anschließend, ebenfalls nur ein Jahr, Justitiar der Regierung in Stargard. In Stargard wurde er dann 1813 zum Rat beim Militärgouvernement und begann im selben Jahr als Hauptmann an den Befreiungskriegen teilzunehmen. Später wurde er dort zum Adjutanten des kommandierenden Generals der polnischen Landwehr und Brigadeadjutant im Berg’schen Korps.
Nach den Kämpfen wurde er 1816 Regierungsjustitiar in Merseburg, wovon er 1818 auf Grund einer Klage suspendiert wurde und nur noch ein Wartegeld in Höhe der Hälfte seines eigentlichen Gehaltes erhielt. Angeklagt war er wegen eines Preßvergehens, gebrochener Amtsverschwiegenheit und grober Beleidigung von Staatsministern. Dafür wurde er 1820 zu sechs Monaten Gefängnis verurteilt, die er in der Berliner Stadtvogtei absaß. Ebenfalls 1820 wurde er zur Zahlung von 50 Talern auf Grund eines Konflikts mit der Zensurbehörde verurteilt.
1824 erwarb er das Rittergut Wolfshayn bei Muskau. In Muskau wurde er 1825 bevollmächtigter Geschäftsführer der Fürst von Pücklerschen Standesherrschaft und blieb bis 1832 in dieser Position. 1829 wurde gegen ihn erneut ein Strafverfahren eingeleitet wegen Beleidigung der preußischen Generalkommission in Soldin, der Regierung in Liegnitz und der preußischen Regierung, wofür er 1832 vom Oberlandesgericht Glogau zu drei Monaten Haft verurteilt wurde.
1833 wurde er Geheimer Justizrat im Ministerium von Kamptz, bevor er 1834 in den Ruhestand versetzt wurde. Anschließend zog er nach Spremberg und war dort als freier Schriftsteller tätig. In den folgenden Jahren zog er mehrfach innerhalb des Regierungsbezirks Frankfurt um, u. a. nach Lübben.
Am 18. Mai 1848 wurde Grävell als Abgeordneter für Muskau Mitglied der Frankfurter Nationalversammlung und blieb es bis zum 16. Mai 1849. Zu Beginn war er Mitglied der liberalen Fraktion Casino, wechselte aber später zum konservativen Café Milani.
Am 17. Juni 1848 wurde er Mitglied des Ausschusses für Gesetzgebung. Er galt als langweiliger, aber auch unermüdlichster Antragsteller des Ausschusses und war ein Verfechter der Monarchie. Nach dem Rücktritt Heinrich von Gagerns wurde Grävell, der am 9. Mai 1849 bereits zum Reichsinnenminister ernannt worden war, in den Wirren der Reichsverfassungskampagne am 16. Mai 1849 zum Reichsministerpräsidenten ernannt, was er ohne wirklichen Einfluss bis zum 3. Juni 1849 blieb.
Grävell blieb in Frankfurt am Main, bis die Zentralgewalt zerfiel. Er starb am 29. September 1860 in Dresden.

## Werke
- Was muss derjenige, der von der Freimaurerei nichts andres weiß, als was davon allgemein bekannt ist, nothwendigerweise davon halten? Maurer, Berlin 1810 (Digitalisat)
- Sachsens Wiedergeburt Mainz bei Florian Kupferberg, 1814
- Bedarf Preußen einer Constitution? Maurer, Berlin 1816 (Digitalisat)
- Neueste Behandlung eines Preußischen Staatsbeamten. Gräff, Leipzig 1818 (Digitalisat; Autobiografie)
- Der Mensch. Eine Untersuchung für gebildete Leser. 3. Auflage, Maurer, Berlin 1818 (Digitalisat); 4. Auflage, Güntz, Leipzig 1839 (Digitalisat, mit Porträt)
- Das Wiedersehen nach dem Tode. Brockhaus, Leipzig 1819 (Digitalisat)
- Wie darf die Verfassung Preußens nicht werden? Brockhaus, Leipzig 1819 (Digitalisat)
- Prüfung der Gutachten der königl. preuss. Immediat-Justiz-Commission am Rhein, über die dortigen Justiz-Einrichtungen. Fleischer, Leipzig 1819 (Digitalisat: Band 1, Band 2)
- Anti-B-z-b-g oder Beurtheilung der Schrift: Die Verwaltung des Staatskanzlers, Fürsten von Hardenberg. Schreiber, Jena 1820 (Digitalisat, Digitalisat)
- Der Staatsbeamte als Schriftsteller oder der Schriftsteller als Staatsbeamte im Preußischen. Metzler, Stuttgart 1820 (Digitalisat)
- Grävell's Briefe an Emilien über die Fortdauer unserer Gefühle nach dem Tode. Weitere Ausführung der früheren Schrift des Verfassers: Der Mensch; und auf Veranlassung der Wiserschen Schrift: Der Mensch in der Ewigkeit. Brockhaus, Leipzig 1821 (Digitalisat, anderes Digitalisat)
- Der Bürger: Eine weitere Untersuchung über den Menschen. Maurer, Berlin 1822 (Digitalisat)
- Der Werth der Mystik. Kobitzsch, Merseburg 1822 (Digitalisat)
- Der Regent: eine Fortsetzung der Untersuchungen über den Menschen und den Bürger für gebildete Leser. Metzler, Stuttgart 1823 (Digitalisat: Band 2)
- Die Geschichte meines Austritts aus dem Staatsdienste nach den Original-Actenstücken. Schreiber, Jena 1837 (Digitalisat: Teil 1, Teil2)
- Beglückwünschung der deutsch-katholischen Gemeinden durch einen evangelischen Christen. Lübben 1845
- Die Volkssouveränität und der Reichsverweser. 1848
- Schreiben an den Klub der Abgeordneten im Casino. Brönner, Frankfurt am Main 1848 (Digitalisat)
- Schluss! schluss! schluss! Sechs Reden. Sauerländer, Frankfurt am Main 1849 (Digitalisat)